# شذيليات الشكل
شذيليات الشكل (الاسم العلمي: Anomaluromorpha) هي تحت رتبة من الحيوانات تتبع الرتبة القوارض من طائفة الثدييات.

## التصنيف
- الشذيلينات
  - الشذيلية
    - الشذيلاوات